# Yolanda Rivera Dueñas
Yolanda Rivera Dueñas (1972) és una política catalana del Partit dels Socialistes de Catalunya (PSC). Des del 13 de desembre de 2024 exerceix com a alcaldessa de Castellar del Vallès. És cap de l’agrupació municipal Som de Castellar – PSC i ocupa la plaça de consellera al Consell Comarcal del Vallès Occidental.
Rivera és llicenciada en Ciències Econòmiques i Empresarials per la Universitat Autònoma de Barcelona (UAB). Té dos màsters, un en Assessorament Financer i un altre en Coaching, així com un postgrau en Direcció Bancària. Entre 1992 i 2019 va treballar al sector bancari.
Va iniciar la seva trajectòria política el juny de 2019 com a regidora a l'Ajuntament de Castellar del Vallès. Durant el mandat 2019–2023 va ser primera tinenta d'alcaldia responsable dels Serveis Centrals, on va liderar les àrees d’Economia i Serveis Generals, i també va coordinar l’Àrea de Governança. En ple municipal extraordinari ofert el 13 de desembre de 2024, va ser investida alcaldessa, substituint Ignasi Giménez.